# Sam Nicholson
Sam Alastair Nicholson (* 20. Januar 1995 in Edinburgh) ist ein schottischer Fußballspieler, der in der Scottish Premiership für den FC Motherwell spielt.

## Karriere

### Verein
Sam Nicholson wurde im Januar 1995 in der schottischen Hauptstadt Edinburgh geboren. Als Zwölfjähriger begann er 2007 seine Karriere bei Heart of Midlothian, neben Hibernian größter Fußballverein der Stadt. Am 31. August 2013, dem 5. Spieltag der Saison 2013/14, gab Nicholson sein Profidebüt für den Verein gegen Inverness Caledonian Thistle. Die Hearts befanden sich zu dieser Zeit in einem Insolvenzverfahren, das durch Roman Romanow verursacht wurde. Zur Strafe erhielten die Hearts einen 15-Punkte-Abzug. Als Tabellenletzter am Saisonende 2013/14 stieg Nicholson mit seinem Verein in die zweite Liga ab. In seiner Debütsaison absolvierte der Mittelfeldspieler 25 Spiele und erzielte zwei Treffer. In der folgenden Zweitligasaison gelang Nicholson mit seiner Mannschaft der direkte Wiederaufstieg. Nach zwei weiteren Spielzeiten in Schottland verließ er den europäischen Kontinent und wechselte in die Vereinigten Staaten zu Minnesota United. Im Mai 2018 folgte der ligainterne Wechsel zu Colorado Rapids. Nach zwei Jahren in Colorado schloss sich der Schotte dem englischen Drittligisten Bristol Rovers an. Im Sommer 2022 wechselte er zurück zu Colorado Rapids.
Im Januar 2024 wechselte Nicholson zurück nach Schottland zum FC Motherwell.

### Nationalmannschaft
Nicholson spielte im April 2013 einmal in der schottischen U-18 gegen Israel. Im Zeitraum von 2013 bis 2014 lief Nicholson sechsmal für die U-19 auf. Für die U-21 spielte er zwischen seinem Debüt im März 2015 gegen Ungarn und September 2016.

## Erfolge
mit Heart of Midlothian:
- Schottischer Zweitligameister: 2015